# 和泉テルミ
和泉 テルミ（いずみ てるみ、1987年〈昭和62年〉5月21日 - ）は、日本のタレント、元レースクイーンで、女性アイドルグループ『predia』（プレディア）の元メンバー。神奈川県出身。愛称は「てるみん」。元プラチナムプロダクション所属。

## 略歴
2008年よりプラチナムプロダクションに所属し活動を開始。三島ゆかり（現在はアライブエンタテインメント所属）は同期に当たる。
2010年、東京ヤクルトスワローズのパフォーマーユニット・Swallows Wingsの第2期メンバーとなる。2010年、インターネットプロバイダ「ブロードエース」のイメージガールユニット・BA5の第1期メンバーとしても活動する。同年、SUPER GT第5戦菅生より「エヴァンゲリオンレーシング」のレースクイーン（真希波・マリ・イラストリアス担当）を務める。2010年11月、アイドルグループ・prediaとしてデビュー。同グループのリーダーとして活躍。
2011年、ミスFLASH2012にエントリーされるが、ファイナリスト進出は果たせなかった。
2013年、SUPER GT「エヴァンゲリオンレーシング」の式波・アスカ・ラングレー役としてレースクイーン復帰。
2014年1月18日、Mt.RAINIER HALL SHIBUYAでのワンマンpartyにて、竹田愛とともにprediaを離れることを発表し、同年2月22日、TSUTAYA O-WESTでのワンマンをもって卒業。同年、LEXUS team SARDレースクイーン「2014年KOBELCO GIRLS」、アップガレージ「ドリフトエンジェルス」を兼任した。
2015年にはMSNのオフィシャルナビゲーターとして活動した。その後先述の通りプラチナムプロダクションを退所し芸能活動を辞めていた。
2024年、ミスジャパンのプレミアム（30代以上）部門に応募し、ミス千葉プレミアムに選ばれる。 この際のインタビューでは一般企業の事務職として働いているとしている。9月9日の本大会（全国大会）で、プレミアム部門のグランプリに選出された。

## 人物
4歳上の兄がいる。中学・高校時代はテニス部に所属し、市の大会では4位に入賞したことがある。
大学時代はチアリーディング部に所属。坪木菜果とは大学時代の同級生で、チア部のチームメイトでもあった。
趣味はパズドラ、犬と遊ぶこと（「くま」という犬を飼っていた）。好きな芸能人は中川翔子。好きな色は黒、白、ピンク。
同じprediaのメンバーだった竹田愛を推しであると公言している。2人のコンビは「てるめぐ」とも呼ばれ、事務所を退所した2021年現在でも交流が続いている。また松本ルナ（現在は昭和プロダクションに移籍）とはBA5でも共働しており、親交が深かった。この他、元SDN48の河内麻沙美や、事務所の同僚だった黒沢美怜とも仲が良い。
ドリエンやエヴァンゲリオンRQで共働した千葉悠凪は「自分と似たところもあってほわほわ感が好きだった。完璧なてるみんを“チーム小学生”に入れたくてちょっかい出したりしていた」と評している。
2024年にミスジャパンのグランプリ受賞した際のインタビューで小学2年と1年の二児の母であることを公表した。

## 作品

### シングル
predia
- Dia Love（2011年1月26日、JRRC-1023）- EAN 4562232210603。
- Dream Of Love（2011年7月20日、JRRC-1027/8）- EAN 4562232210627。
- ハニーB（2011年11月23日、JRRC-1032/3）- EAN 4562232210641。
- Hey Now!!（2013年8月27日、PPRC-0002）- EAN 4582417835339。
- Crazy Cat（2013年4月17日、PSMC-0007）- EAN 4582414480037。

### アルバム
predia
- Invitation（2012年3月28日、PSMC-0001/2）- EAN 4522197115450。
- Escort me?（2012年12月12日、PSMC-0005/6）- EAN 4582414480013。
- Best of predia 2010-2013 〜Reception〜（2014年4月9日、PPRC-0008）- EAN 4580448950069。

### 映像作品
- predia LIVE DVD SHIBUYA-AX PARTY ON MAY 3, 2013（2013年10月7日、PPRC-0003）- EAN 4580448950014。

## 出演

### テレビ
- 眠れぬ街のアプリンス（2011年5月 - 9月、日本テレビ）
- アリケン（2010年6月、テレビ東京）
- 上田ちゃんネル（2008年12月2日・2010年4月18日、テレ朝チャンネル）

### PV
- C&K『梅雨明け宣言』（2010年8月4日）
- 真野恵里菜『元気者で行こう!』（2010年9月15日）

### 舞台
- 東京俳優市場2009冬『15年目のクリスマス』（2009年12月）

### パチンコ
- CRラブ嬢～ご延長の方はいかがなさいますか?～（2011年3月、平和）[23]

### イベント
- TOKYO IDOL FESTIVAL2012（2012年8月4日） - Power Push LIVEで岡田ロビン翔子[注 3]と共にMCを担当。
- 東京オートサロン2014（2014年1月10日-12日、幕張メッセ）
真矢と共に「C-WEST GIRLS」[25][26]を務めた他、同月11日にはprediaメンバーとしてライブ・パフォーマンスを行った[27]。
- 東京ゲームショウ2014（2014年9月18日-21日、幕張メッセ）- 『ワールド エンド エクリプス』（セガゲームス）ブースでコスプレを披露[1]。